# Scoglio Ferale
Lo scoglio Ferale (noto come Roca da Gaiada per i biassei) è uno scoglio di arenaria a forma piramidale che emerge circa 30 metri nel Mar Ligure e ha un perimetro di circa 100 metri, al largo della costa del Comune della Spezia compresa tra Portovenere e le Cinque Terre.

## Storia e descrizione

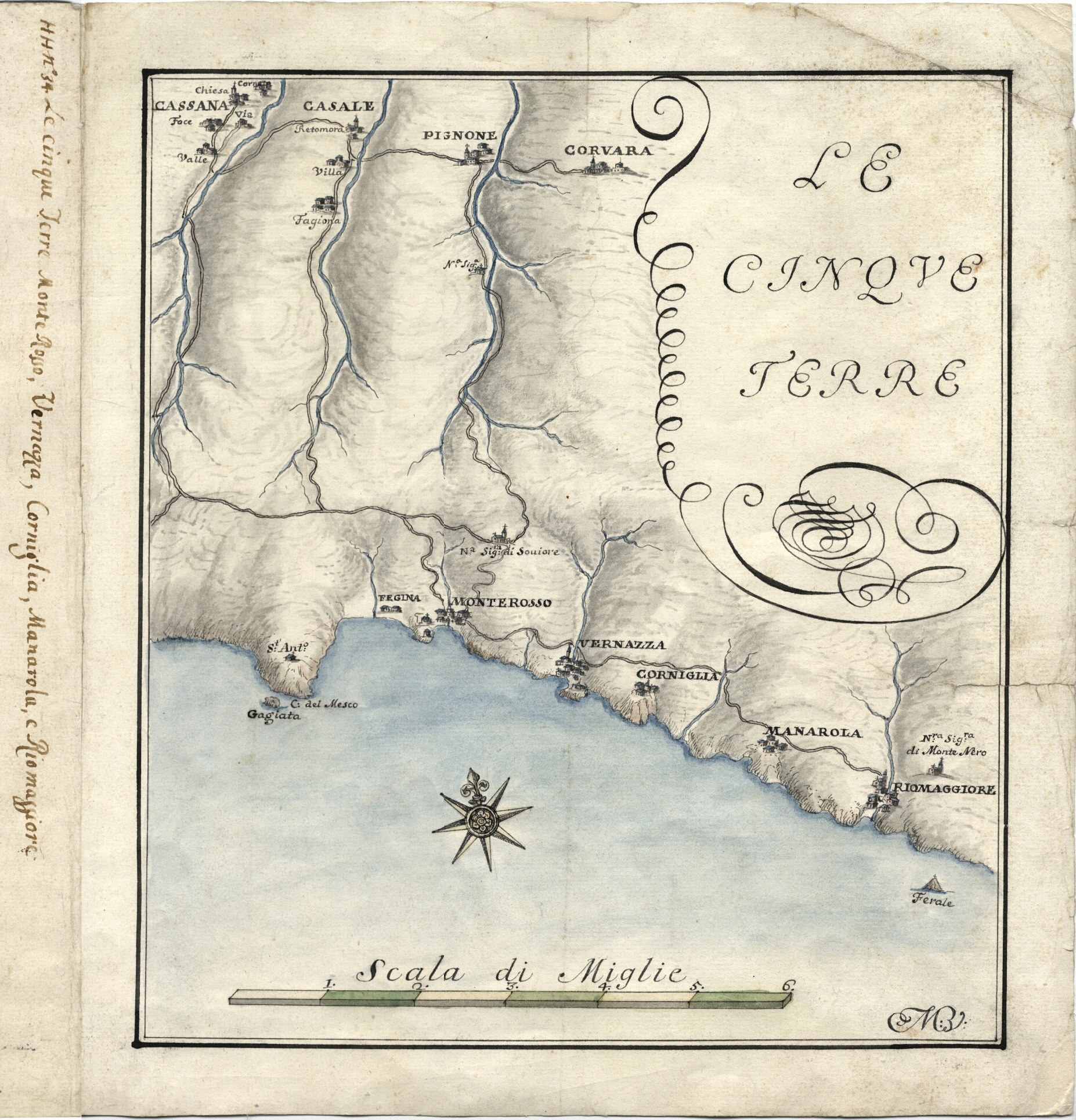
Lo scoglio Ferale appare già in una antica mappa della seconda metà del 1700, redatta dal cartografo Matteo Vinzoni.

È situato di fronte a quella che era conosciuta sino agli anni '70 del Novecento come Costa da Gaiada, quando una rovinosa frana distrusse le coltivazioni a fasce lasciando a vista la sola roccia. Ai piedi della roccia antistante allo scoglio vi è la spiaggia Cantùn.
Lo scoglio è noto e riportato dalle carte da centinaia di anni, anche in virtù della sua pericolosità per i pescatori in caso di mare burrascoso. Nella seconda metà del 1700, il cartografo Matteo Vinzoni lo riportò nella sua mappa sulle cinque terre, disegnandovi sulla sommità anche la croce, che pertanto era già allora presente. Probabilmente in epoca antica lo scoglio era parzialmente collegato alla costa da rocce frastagliate, oggi in parte ancora visibili, chiamate localmente becheti.
Il 28 maggio 1885, il tenente di vascello della Regia Marina Luigi Garavoglia, impegnato in alcune misurazioni geodetiche, precipitò dalla sommità per 35 metri, riportando ferite fatali. La morte suscitò commozione e fu riportata anche dai quotidiani dell'epoca. In ricordo del militare morto in servizio, i suoi compagni installarono sulla cima della rocca una croce di marmo bianco stabilizzandola con una base anch'essa in marmo. L'operazione fu portata a termine con un complesso sistema di verricelli di cui sono giunti ad oggi alcuni resti.
Fino almeno alla metà del 1900 i pescatori dell'area si recavano giornalmente presso la rocca a raccogliere gli abbondanti mitili - o muscoli - presenti.
Il 13 giugno 1982, una tempesta distrusse la croce apposta cent'anni prima. Nel 1985 la Marina militare pose una nuova croce in acciaio inossidabile.
Nell'area dello scoglio si effettuano immersioni, vista la particolare ricchezza della fauna e flora marina.

## Galleria d'immagini

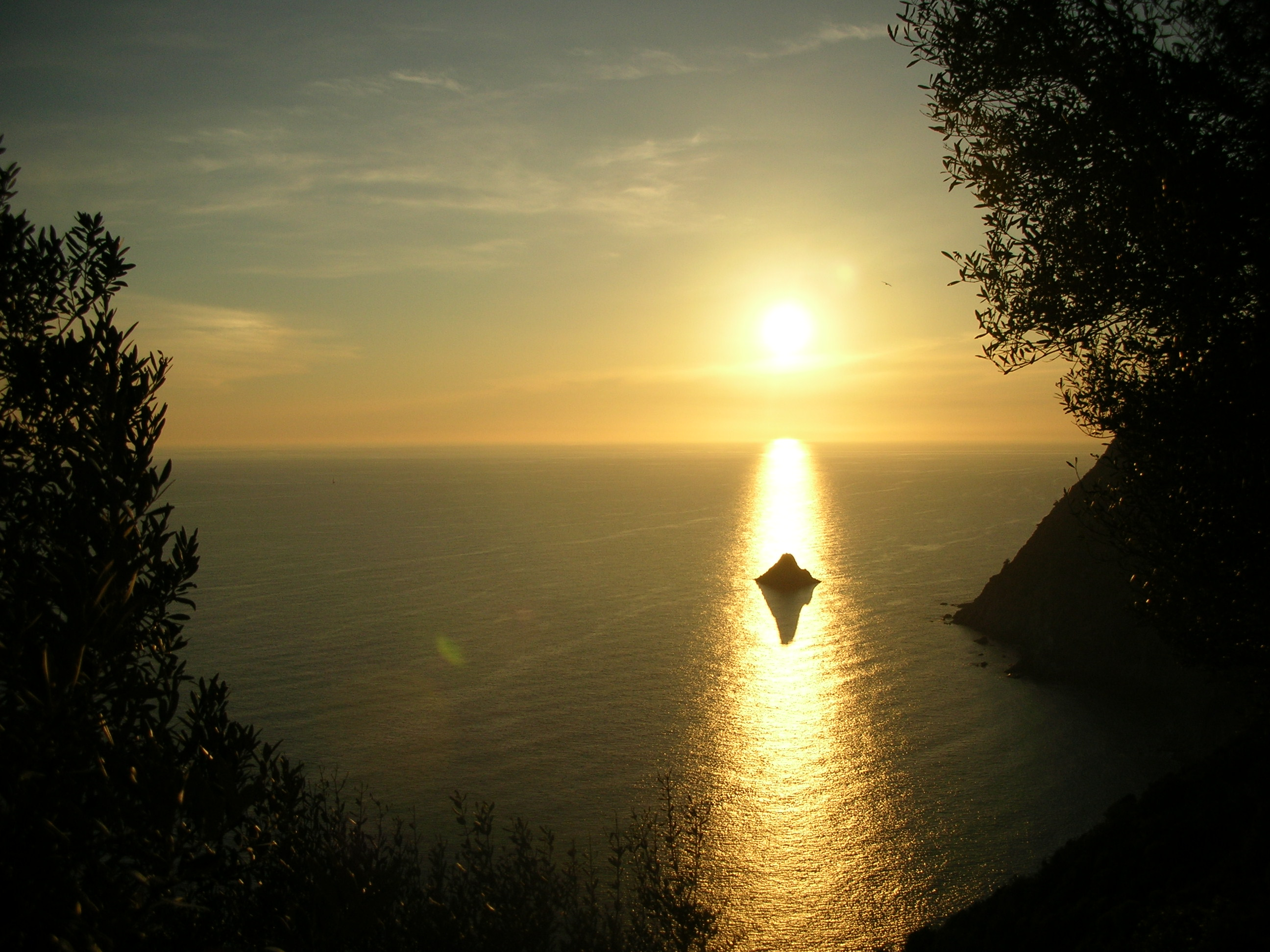
Lo scoglio Ferale in una foto scattata da Campiglia Tramonti.
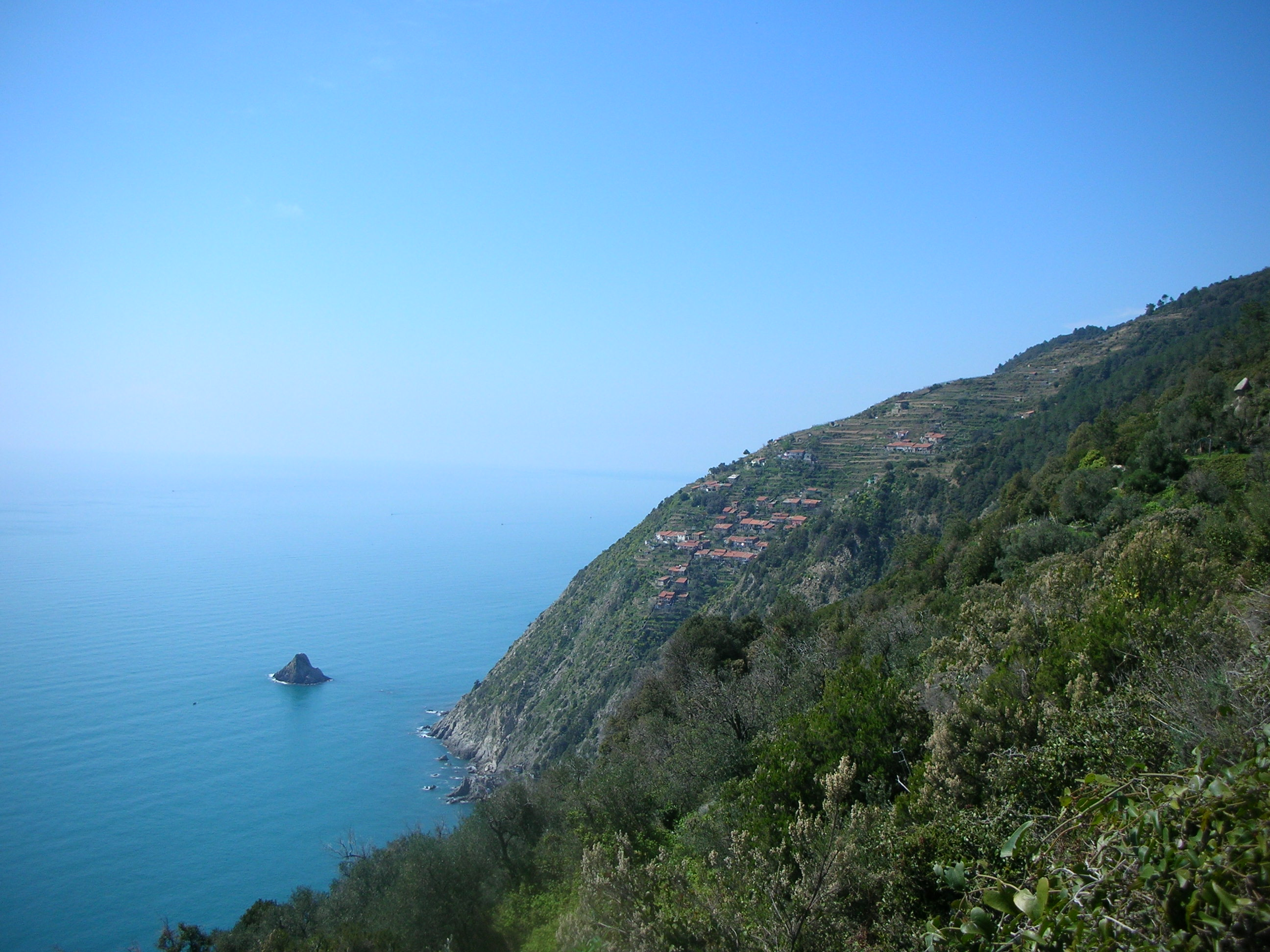
Lo scoglio come si presenta dai terrazzamenti a mezza costa.
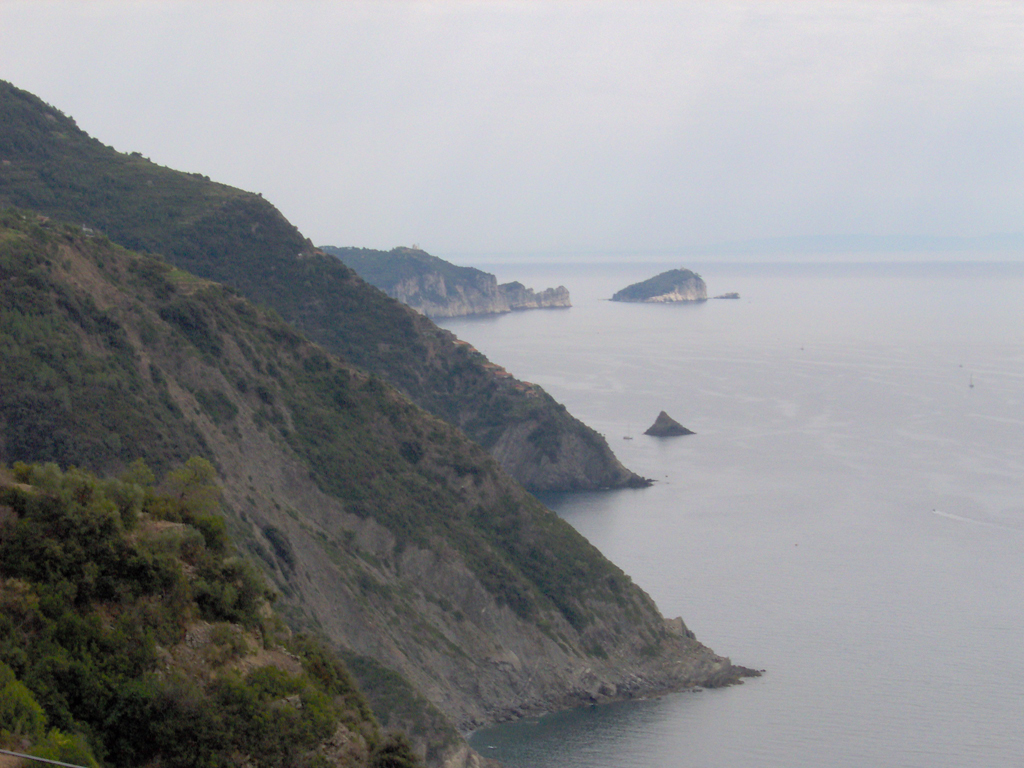
Una foto dell'isola Tinetto, preceduta in prospettiva dallo scoglio Ferale.
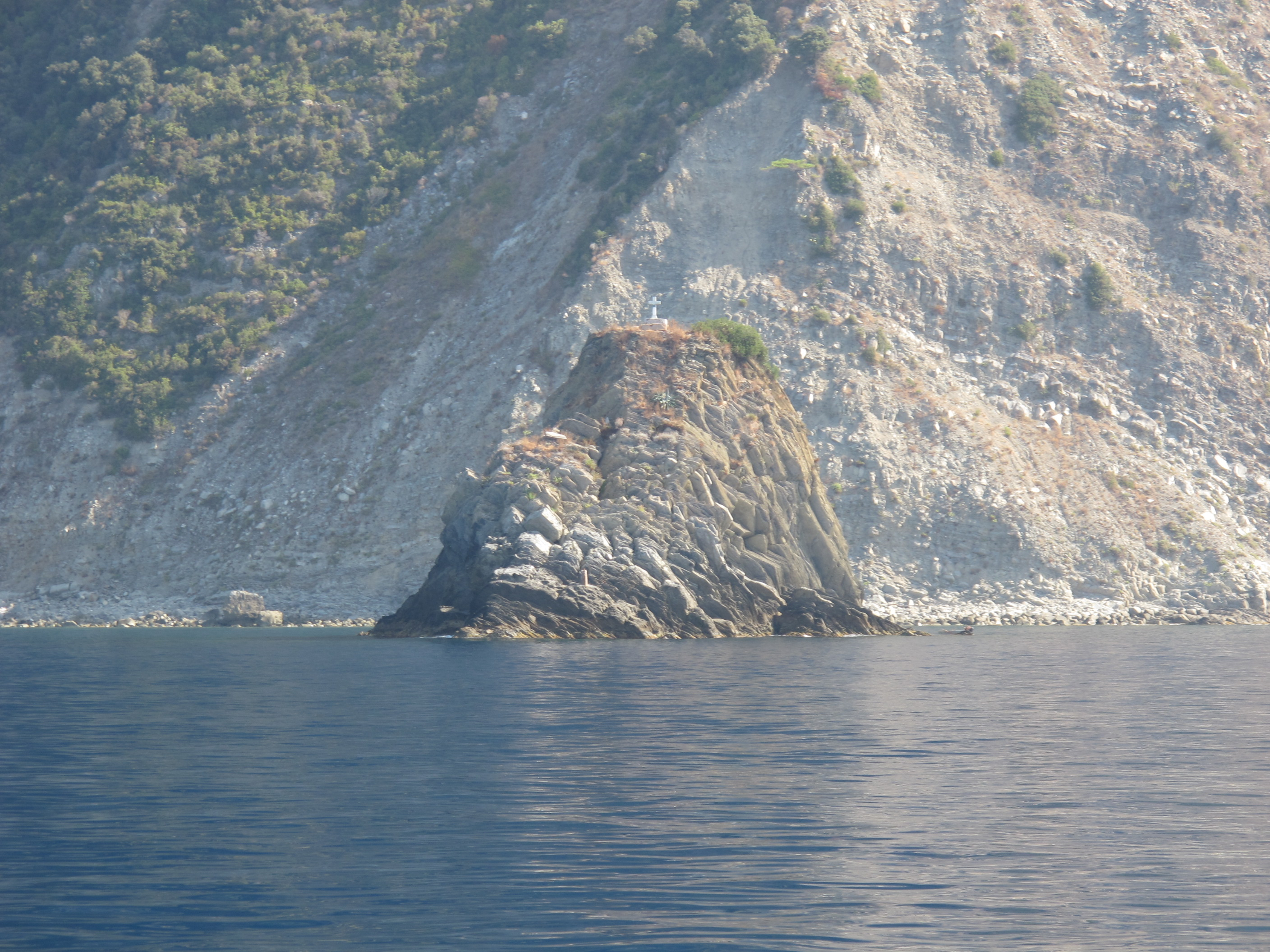
Lo scoglio fotografato dal mare, nel 2011.